# 小行星7322
小行星7322（英語：7322 Lavrentina）是一颗围绕太阳公转的小行星。1979年9月22日，尼古拉·切爾尼赫在克里米亚发现了此天体。
这颗小行星的绝对星等为342.3477503422683等。